# Fernando de Alarcón
Fernando o Hernando de Alarcón (Trujillo, 1500-Alta California, 1541) fue un marino y explorador español, recordado por haber sido el primer europeo conocido en explorar el río Colorado. Desapareció en el transcurso de esa exploración, después de haber entrado en el río desde su desembocadura en el golfo de California.

## El reino de Cíbola o las siete ciudades de oro
Fray Marcos de Niza viajó al norte de México en 1539, enviado por el virrey Antonio de Mendoza y Pacheco en viaje de exploración, y regresó con la noticia de que más al norte existían siete ciudades de oro que pertenecían al reino de Cíbola. Al saberlo, Antonio de Mendoza envió por tierra en 1540 una expedición más ambiciosa al mando de Francisco Vázquez de Coronado para explorar esos territorios. La formaban 340 españoles y cientos de indios nativos, además de abundante ganado vacuno.

## Río Colorado, California y Arizona
En apoyo de dicha expedición terrestre, el virrey Mendoza mandó por mar dos barcos al mando de Fernando de Alarcón, quien llevaba de piloto a Domingo del Castillo. La expedición zarpó de Acapulco el 9 de mayo de 1540, navegó por el golfo de California y el 26 de agosto de 1540 entró en el río Colorado por la boca del mismo y lo bautizó como río de Nuestra Señora del Buen Guía. Al no tener noticias de la expedición terrestre, fondeó sus navíos y en botes navegó río arriba hasta llegar a la confluencia con el río Gila. Al internarse tierra adentro, dejó unas cartas enterradas en un sitio que marcó con cruces, que fueron posteriormente encontradas por el sargento Melchor Díaz, a quien Coronado había dejado en Ures (Sonora) en compañía de 80 soldados. A finales de 1540, Díaz había partido con 25 soldados en busca de Alarcón, a quien no encontró, aunque sí las cartas.
Fernando de Alarcón habría navegado por el caudaloso río Colorado un largo trecho de más de 80 leguas aguas arriba, por lo que algunos historiadores le consideran el primer europeo en poner pie en el estado de California, ya que al remontar hasta esa latitud debió pisar suelo californiano.
Es necesario decir que Francisco de Ulloa ya había descubierto la desembocadura del Colorado en septiembre del año anterior, 1539, y que había bautizado el delta como Ancón de San Andrés, sin navegar aguas arriba como hizo Alarcón en su viaje exploratorio.

## Su legado
Al margen de que se considere a Juan Rodríguez Cabrillo como el primer europeo que pisó tierras de la Alta California (hoy en día California), que no solamente exploró, sino que puso nombre a las bahías, islas y recovecos que encontró en su viaje, cronológicamente fue Fernando de Alarcón el primer europeo que puso pie en el dorado estado de California.
Desafortunadamente para Alarcón, sólo nombró un río con el nombre de Nuestra Señora del Buen Guía (río Colorado) que corre por varios estados y dos países, y se supone que le dio el nombre en la porción mexicana del mismo, o sea a la desembocadura o delta del Colorado. No olvidemos que Fernando de Alarcón navegó por el  Colorado hasta la unión con el río Gila, y para alcanzar esa latitud, debió haber navegado en el Colorado hasta tocar las fronteras de los actuales estados de California y Arizona. No existe información sobre un desembarco de Alarcón en esas tierras. Debió ser el primer europeo en pisar tierras de California y Arizona, pero no hay documentación que corrobore lo que muchos historiadores suponen.